# Robert Hiltzik
Robert Hiltzik (...) è un regista, sceneggiatore e produttore cinematografico statunitense, specializzato in film horror.
È noto per aver diretto e sceneggiato il film horror Sleepaway Camp nel 1983. Vent'anni dopo, scoprendo da un sito internet che il suo film era diventato un cult e scoprendo che altri registi ne avevano diretto diversi sequel (n.d.l., nella filmografia qui sotto risulta che lui ha scritto il soggetto di tali sequel, quindi è strano sostenere che abbia scoperto l'esistenza di tali film successivamente alla loro realizzazione), sceneggiò e diresse il film Return to Sleepaway Camp, che uscì nelle sale statunitensi nel 2008.
Attualmente vive con la moglie Michele Tatosian, produttrice di Sleepaway Camp, e con le loro figlie Samantha, Emily e Lindsey e svolge anche il lavoro di legale.

## Filmografia

### Regista
- Sleepaway Camp (1983)
- Return to Sleepaway Camp (2008)
- Sleepaway Camp Reunion (2011)

### Sceneggiatore
- Sleepaway Camp (1983)
- Sleepaway Camp II: Unhappy Campers (1988) (soggetto)
- Sleepaway Camp III: Teenage Wasteland (1989) (soggetto)
- Sleepaway Camp IV: The Survivor (1992) (soggetto)
- Return to Sleepaway Camp (2008)
- Sleepaway Camp Reunion (2011)

### Produttore
- Sleepaway Camp (1983)
- Return to Sleepaway Camp (2008)